# Cô bé nhìn mưa
Cô bé nhìn mưa là cuốn sách hồi ký của Giáo sư Đặng Thị Hạnh. Cuốn sách được xuất bản lần đầu vào năm 2008, sau đó được tái bản vào năm 2021 và đựoc giải B giải thưởng sách quốc gia năm 2022.

## Nội dung
Giáo sư Đặng Thị Hạnh là con gái của Giáo sư Đặng Thai Mai. "Cô bé nhìn mưa là hồi ức về cuộc sống của bà và gia đình, một gia đình trí thức lớn, trong bối cảnh những biến động của lịch sử Việt Nam gần suốt thế kỷ XX.
Cuốn sách cũng ghi lại những ký ức của Đặng Thị Hạnh về Chủ tịch Hồ Chí Minh, Đại tướng Võ Nguyên Giáp.